# Roy Moore
Roy Stewart Moore (Gadsden (Alabama), 11 februari 1947) is een Amerikaans jurist en politicus van de Republikeinse Partij. Moore was opperrechter van het Hooggerechtshof van Alabama van 2001 tot 2003 en van 2013 tot 2017 en sinds september 2017 kandidaat-senator.

## Carrière

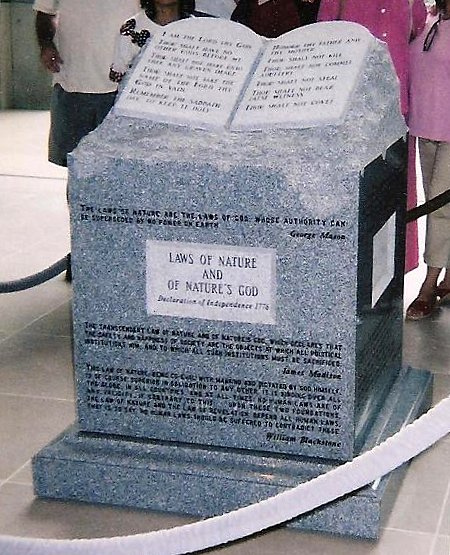
10 geboden monument

In 2003 weigerde Moore, op dat moment al twee jaar opperrechter in Alabama, om een monument ter ere van de tien geboden, dat hij in het gerechtshof had laten plaatsen, weg te halen. Hij had daartoe nochtans de opdracht van een federale rechter. Volgens verschillende partijen ging het beeldhouwwerk met de christelijke boodschap in tegen de scheiding van kerk en staat. Op 13 november 2003 werd Moore daarom uit zijn positie ontslagen. In 2004 werd het monument uit het gerechtshof verwijderd.
In 2006 probeerde Roy Moore zich tevergeefs in de Republikeinse voorverkiezing te plaatsen voor het gouverneurschap van Alabama. Ook in 2010 was hij kandidaat voor die functie. In 2011 kondigde hij aan dat hij een verkennend comité aan het vormen was om een eventuele deelname aan de presidentsverkiezingen van 2012 te bestuderen. In november van datzelfde jaar gooide hij zijn slabakkende campagne om en kondigde hij aan zich opnieuw kandidaat te willen stellen om rechter te worden in het Hooggerechtshof van Alabama. Moore versloeg nipt zijn Democratische tegenstrever, Bob Vance. In januari 2013 werd hij opnieuw ingezworen. Hij werd echter opnieuw uit zijn functie ontheven, deze keer omdat hij ambtenaren in Alabama instrueerde geen homohuwelijken te sluiten.

### Senaatsverkiezingen van december 2017
In 2017 won Moore de voorverkiezingen voor de kandidatuur namens de Republikeinen om een vrijgekomen senaatszetel voor Alabama. In de aanloop naar de verkiezing op 12 december kwam echter het nieuws naar buiten dat Moore werd beschuldigd van seksueel grensoverschrijdend gedrag met minderjarigen. Voor de leiding van de Republikeinse Partij in Washington D.C. was dit aanleiding om Moore op te roepen zijn kandidatuur in te trekken. Gesteund door een groot deel van zijn lokale, conservatief-evangelische achterban bleef hij volhouden dat hij de juiste kandidaat was om Alabama in de Senaat te vertegenwoordigen en dat de aantijgingen van zijn eerdere misdragingen jegens tienermeisjes vals zijn. President Trump, die zich aanvankelijk niet duidelijk uitsprak voor of tegen Moore, sprak zich ruim een week voor de verkiezingsdag ondubbelzinnig uit vóór Moore en riep de kiezers van Alabama op voor Moore te stemmen.
De verrassende uitslag van de verkiezing was dat de Democratische kandidaat Doug Jones met 49,9% van de stemmen won van Moore met 48,4%. Bij deze nipte winst speelde met name de grote opkomst, in het bijzonder van Afro-Amerikaanse kiezers, een belangrijke rol. Voor president Trump was de uitslag teleurstellend, omdat de Republikeinse meerderheid in de Senaat na de intrede van Jones vanaf januari 2018 nog slechts uit één zetel bestaat (51 tegen 49). Tegelijk is de Republikeinse partij bevrijd van het spookbeeld samen te moeten werken met de omstreden partijgenoot Moore.

## Opvattingen
Moore staat bekend om zijn radicaal-christelijke staatsrechtelijke opvattingen (de Bijbel is het hoogste recht). Hij is tegen Obamacare, heeft anti-islamitische opvattingen, is voor wapenbezit, tegen legalisatie van abortus en euthanasie, en tegen het homohuwelijk. Hij verwerpt de evolutietheorie.
- International Standard Name Identifier: 0000 0000 4419 7782
- Library of Congress Control Number: no2005078095
- Nationale bibliotheek van Australië: 35361130
- Nationale Bibliotheek van Israël: 987007454450605171
- SNAC: w6tn813m
- Virtual International Authority File: 53886211